# Кузманович, Данило
Да́нило Кузма́нович (серб. Danilo Kuzmanović / Данило Кузмановић; 4 января 1992, Белград, СФРЮ) — сербский футболист, защитник.

## Карьера

### Клубная
Является воспитанником школы «Црвены Звезды», учился там 7 лет. После обучения в академии «красно-белых» перешёл в команду «Рад», где пробыл полгода, а затем отправился в шведский «Юргорден», где и начал свою карьеру. Сыграл за команду всего один официальный матч и вернулся в Сербию. Спустя несколько лет снова оказался в Швеции.

### В сборной
В сборной до 19 лет сыграл по крайней мере 5 игр, в её составе стал бронзовым призёром чемпионата Европы 2011 года, который прошёл в Румынии.